# Arynarium
Arynarium – nierówny, szeroki korytarz podziemny, będący efektem wydobycia tufu lub pyłu wulkanicznego (pozzolana), które były używane do wznoszenia budowli na powierzchni, często użytkowany jako korytarz grobowy w obrębie katakumb.